# 圣马丹达尔塞
圣马丹达尔塞（法語：Saint-Martin-d'Arcé，法語發音：[sɛ̃ maʁtɛ̃ daʁse] ⓘ）是法国曼恩-卢瓦尔省的一个旧市镇，属于索米尔区。2013年，圣马丹达尔塞和相邻的其它4个市镇合并为新市镇安茹地区博热。

## 地名
法语人名在日常人名译名以及《世界人名翻譯大辭典》、《法语姓名译名手册》等主流人名译名类书籍资料中多译作“马丁”，不过在《世界地名翻译大辞典》、《世界地名译名词典》和《法国地图册》等主流地名译名类书籍资料中多译作“马丹”。

## 地理
圣马丹达尔塞（47°33'35"N, 0°5'1"W）面积13.18 平方千米，位于法国卢瓦尔河地区大区曼恩-卢瓦尔省，该省份为法国西部内陆省份，大致对应安茹地区，北起顺时针与马耶讷省、萨尔特省、安德尔-卢瓦尔省、维埃纳省、德塞夫勒省、旺代省、大西洋卢瓦尔省和伊勒-维莱讷省接壤。
圣马丹达尔塞的时区为UTC+01:00、UTC+02:00（夏令时）。

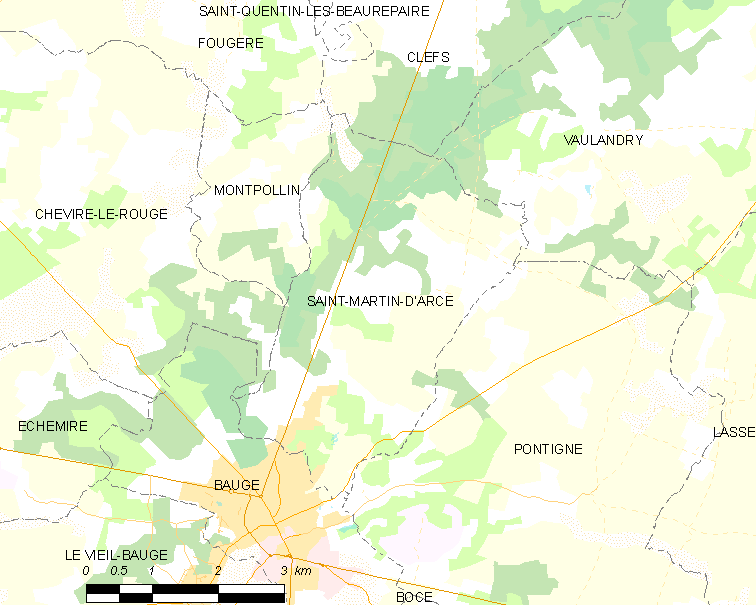
圣马丹达尔塞的OSM定位图

## 行政
圣马丹达尔塞的邮政编码为49150，INSEE市镇编码为49303。

## 人口

1962-2008年间圣马丹达尔塞人口变化图示

圣马丹达尔塞于2018年1月1日时的人口数量为728人。